# 상주 병풍산 고분군
상주 병풍산 고분군(尙州 屛風山 古墳群)은 대한민국 경상북도 상주시 헌신동 일대에 있는, 병풍산의 서북쪽 구릉일대에 분포한 대형 돌방무덤들이다. 1998년 4월 13일 경상북도의 기념물 제125호로 지정되었다.

## 개요
사벌국에 의해 만들어진 것으로 추정되며, 상주지역에서 형성범위나 규모가 가장 큰 무덤이다. 무덤이 있는 병풍산의 정상부에는 흙과 돌을 섞어 쌓은 병풍산성이 축조되어 있어, 무덤을 만든 세력의 힘을 짐작할 수 있게 해준다. 아마도 그 세력은 사벌국의 중심세력이나 삼국시대 상주지역의 지방 유지세력에 의해 만들어졌을 가능성이 크다.
병풍산 무덤들은 원삼국시대의 사벌국의 실체와 그 후에 나타난 세력의 실체를 파악하는데 중요한 단서를 제공해주는 곳이다.

## 같이 보기
- 사벌국

## 참고 자료
- 상주병풍산고분군 - 국가유산청 국가유산포털